# Zebra Katz

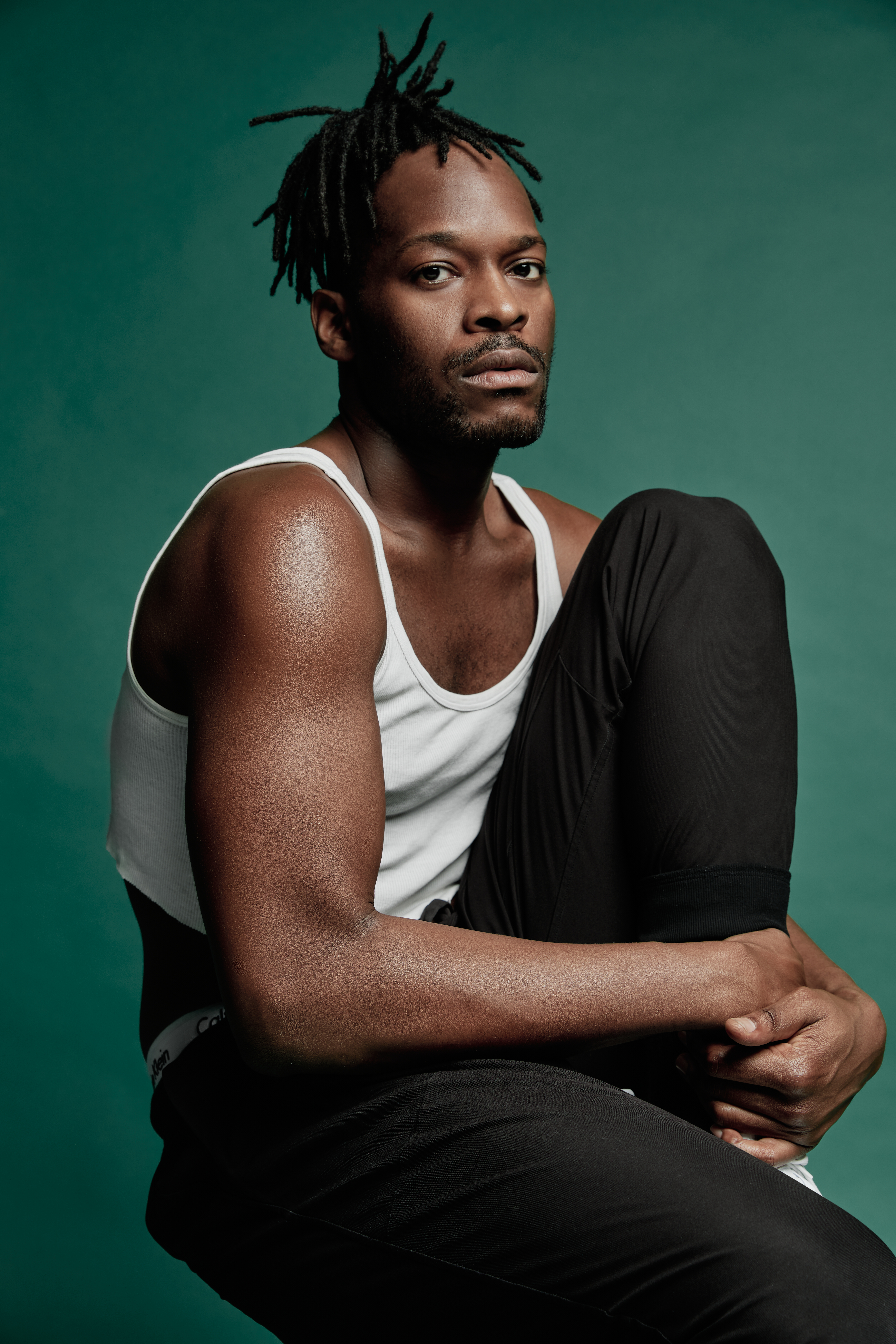

Zebra Katz, o nome artístico de Ojay Morgan, nascido em West Palm Beach, Flórida, é um rapper, produtor e compositor. Zebra Katz vive em Berlim e tem colaborado com Busta Rhymes e Gorillaz. A sua carreira ganhou fôlego em 2012, quando o estilista Rick Owens apresentou a canção de Zebra Katz, "Ima Read", no circuito da Paris Fashion Week.

## Artista que desafia o género
Ao longo de sua carreira, Zebra Katz tem-se oposto abertamente à expressão "rap queer", cunhada pela Pitchfork e por outras publicações, para classificar a música de Zebra Katz e de outros artistas como Mykki Blanco e Le1f. Katz afirma que diriam simplesmente que é um "rapper" se não tivessem em conta a sua sexualidade e acrescenta que a classificação "rap queer" é inerentemente homofóbica e aprisiona os músicos. Nesse sentido, sua música foi classificada como "desafiadora de género".

## Ima Read
Apesar de não ter uma relação pessoal forte com o voguing, Morgan diz que se inspirou nele como meio de criar um contexto para a canção Ima Read. A ligação entre o voguing e a canção foi estimulada pelo 20º aniversário do documentário Paris is Burning e pela popularização do voguing em 2012. Dito isto, Morgan adora a cultura de ballroom/voguing e apresentou-se em 2012 no GMHC House of Latex Ball, apoia DJ MikeQ, o fundador da House of Vogue e é um membro fundador da House of Ladosha.

## Less is Moor
O álbum de estreia de Zebra Katz, em 2020, Less is Moor, foi inspirado por James Baldwin, Grace Jones, Nina Simone e Little Richard, e presta homenagem à abordagem minimalista frequentemente exigida aos artistas de cor. Katz esclarece, dizendo que normalmente se espera que as pessoas não brancas tenham mais recursos do que as suas contrapartes brancas. Com elementos de hip hop, drum 'n' bass e música eletrónica, Less is Moor canaliza o lirismo cáustico de Katz nos seus ritmos cortantes.

## Discografia

### Álbuns de estúdio
| Less Is Moor (2020) |                   |                                       |         |  |
| N.º                 | Título            | Produção                              | Duração |  |
| 1.                  | "Intro To Less"   | Zebra Katz, Death Qualia              | 2:22    |  |
| 2.                  | "Ish"             | Zebra Katz, Sega Bodega               | 3:29    |  |
| 3.                  | "Lousy"           | Zebra Katz, La Martinus               | 2:46    |  |
| 4.                  | "Blush"           | Zebra Katz, Sega Bodega               | 2:11    |  |
| 5.                  | "In in In"        | Zebra Katz, Tony Quattro              | 3:18    |  |
| 6.                  | "Zad Drumz"       | Zebra Katz, Torus, Br83the            | 2:59    |  |
| 7.                  | "Monitor"         | Zebra Katz, Ctrls                     | 1:40    |  |
| 8.                  | "Moor"            | Zebra Katz, Walter Gross, Sega Bodega | 2:24    |  |
| 9.                  | "Necklace"        | Zebra Katz, La Martinus               | 1:55    |  |
| 10.                 | "Sleepn"          | Zebra Katz, Sega Bodega               | 3:17    |  |
| 11.                 | "No 1 Else"       | Zebra Katz, Count Baldor              | 2:17    |  |
| 12.                 | "Upp"             | Zebra Katz, Torus, Br83the            | 3:13    |  |
| 13.                 | "Been Known"      | Zebra Katz, Jugglerz                  | 2:28    |  |
| 14.                 | "Lick It N Split" | Zebra Katz, Sega Bodega               | 3:00    |  |
| 15.                 | "Exit 2 Void"     | Zebra Katz, Mike Dextro               |         |  |

Nota
- Todos os títulos das faixas são estilizados em letra maiúscula.

### Compilação de canções
- Champagne (2012)
- Drklng (2013)

### EPs
- Winter Titty (2012) (with Boyfriend)
- Tear the House Up: Remixes (2014) com Hervé (DJ))
- 1 Bad Bitch: Remixes (2014) (with Ten Ven + Ripley)
- Nu Renegade (2015) (com Leila)

### Singles
- "Ima Read" (2013)
- "Tear the House Up" (2014) (with Hervé)
- "Hello Hi" (2016)
- "Preto e Branco" (2017)
- "In In In" (2019)
- "Lousy" (2019)
- "Ish" (2020)
- "Upp" (2020)

### Participações como convidado
- Tanika - "Thoughts of Love" de Thoughts of Love (2013)
- Kura - "Our Sun" de Our Sun (2015)
- Gorillaz - "Sex Murder Party", "The Apprentice" e "Out of Body" de Humanz (2017)